# Athlet

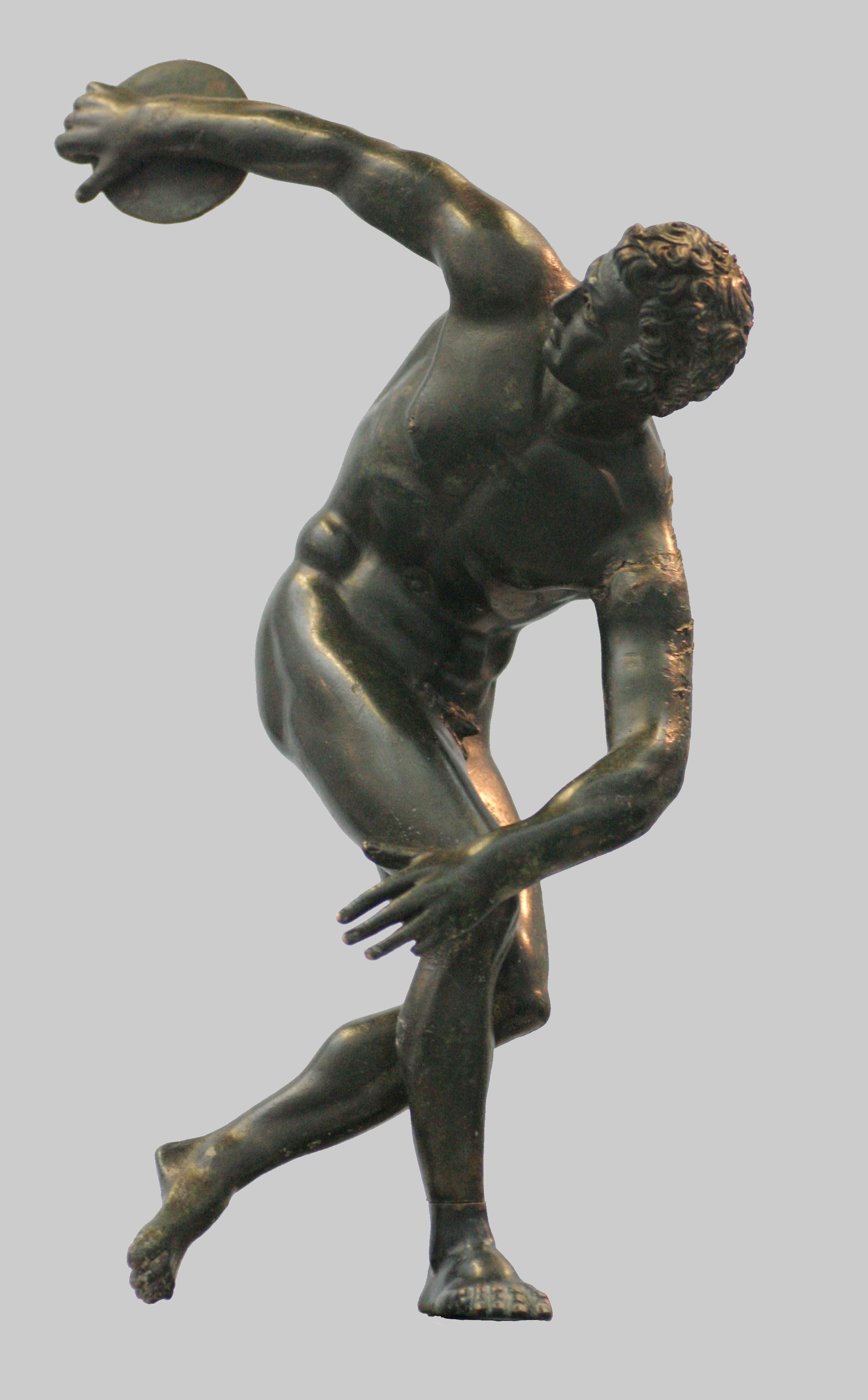
Griechische Bronzestatue des 2. Jahrhunderts

Athlet (von altgriechisch ἀθλητής athlētēs, neugriechisch αθλητής athlitis, lateinisch athleta; „Wettkämpfer“) bezeichnet einerseits einen Sportler und Wettkämpfer, zum anderen einen Kraftmenschen mit kräftigem Körperbau und ausgeprägter Muskulatur.
Im Altertum war der Athlet ein Wettkämpfer, der an den gymnischen Spielen (siehe: Gymnastik) teilnahm. Im 5. Jahrhundert v. Chr. wurde das Kampfspiel bei den Griechen mehr und mehr zu einem Beruf und die Athletik zu einer Kunstfertigkeit, deren Erlernung und Ausführung eine besondere Lebensweise erforderte und an spezielle Regeln gebunden war.
Im alten Rom traten die ersten in Griechenland gedungenen Athleten 186 v. Chr. auf. Während der römischen Kaiserzeit waren die Athleten in Berufsverbänden (Zünften) organisiert, die es in fast allen größeren Städten des Reiches gab. In Rom selbst wurden Athletenwettkämpfe immer beliebter.
Die Athleten der heutigen Zeit sind meist Profisportler mit besonderer Lebensführung und Trainingsmethoden. Sie werden von einem umfangreichen Betreuerstab unterstützt, der Trainer, Masseure, Coaches, technische Helfer und Psychologen umfassen kann.